# Ariana (Vorname)
Ariana ist ein weiblicher Vorname.

## Herkunft und Bedeutung
Ariana ist eine weibliche Form des Vornamen Ariano, der sich wiederum von Hadrian „aus der Stadt Adria stammend“ ableitet.

## Namensträgerinnen
- Ariana DeBose (* 1991), US-amerikanische Filmschauspielerin und Musicaldarstellerin
- Ariana Grande (* 1993), US-amerikanische Schauspielerin, Model und Sängerin
- Ariana Kukors (* 1989), US-amerikanische Schwimmerin
- Ariana Nozeman (1626/28–1661), erste Berufsschauspielerin in den Niederlanden
- Ariana Richards (* 1979), US-amerikanische Schauspielerin
- Ariana Washington (* 1996), US-amerikanische Leichtathletin

## Pseudonym
- Ariana Franklin ist ein Pseudonym der britischen Schriftstellerin Diana Norman (1933–2011)